# St. Johann am Walde
St. Johann am Walde è un comune austriaco di 2 046 abitanti nel distretto di Braunau, in Alta Austria.